# نووا ایگواسو
نووا ایگواسو (به پرتغالی: Nova Iguaçu) یک شهر در برزیل است که در ایالت ریو د ژانیرو واقع شده‌است.

## خصوصیات
نووا ایگواسو  ۸۴۴٬۵۸۳ نفر جمعیت دارد و ۲۵ متر بالاتر از سطح دریا واقع شده‌است.